# 鶏鳴寺駅
鶏鳴寺駅（けいめいじえき）は中華人民共和国江蘇省南京市玄武区北京東路と太平北路の交叉点にある、南京地下鉄の駅である。3号線と4号線が乗り入れ、両路線の接続駅となっている。

## 駅名
駅名については、事業着手当初は南京地下鉄集団は南京市人民政府のあたりに当駅が位置することから「市政府駅」の仮称を用いており、最終駅名が「鶏鳴寺駅」に決定したことが発表された。

## 年表
- 2015年4月1日南京地下鉄3号線の駅として開業。
- 2017年1月18日南京地下鉄4号線の駅として開業

## 駅構造

### のりば
| 番線 | 路線            | 行先                        | 行先          |
| ---- | --------------- | --------------------------- | ------------- |
|      | 南京地下鉄3号線 | 上元門・星火路 方面         | 林場 行き     |
|      | 南京地下鉄3号線 | 浮橋・常府街・夫子廟 方面   | 秣陵 行き     |
|      | 南京地下鉄4号線 | 聚宝山・金馬路・仙林湖 方面 | 華僑城東 行き |
|      | 南京地下鉄4号線 | 鼓楼・雲南路・草場門 方面   | 余家営 行き   |

## 駅周辺
- 鶏鳴寺:東晋の永康元年（300年）に創建される。南朝梁の大通元年（527年）に同泰寺と命名される。当寺は、稀代の崇仏皇帝として知られる武帝の奉仏活動の拠点となった、当時の都・建康の中心寺院である。杜牧の漢詩「江南の春」の名句「南朝四百八十寺」の南朝四百八十寺では一位となった。

## 隣の駅
南京地下鉄
■3号線
新荘駅 - 鶏鳴寺駅 - 浮橋駅
■4号線
九華山駅 - 鶏鳴寺駅 - 鼓楼駅